# Zsenik közt
A Zsenik közt (eredeti cím: Outmatched) 2020-ban bemutatott amerikai szituációs komédia, melyet Lon Zimmet alkotott meg a Fox Broadcasting Company számára. 2020. január 23-tól március 26-ig sugározták, 2020 májusában egy évad után törölték a műsorról. Magyarországon a TV2 Comedy tűzte műsorra.

## Ismertető
A négygyermekes amerikai Bennett házaspár átlagos életet él Atlantic Cityben. Három gyermekük azonban zseni, mely sok bonyodalmat okoz szüleiknek.

## Szereplők

### Főszereplők
- Jason Biggs – Mike Bennett
- Maggie Lawson – Kay Bennett
- Tisha Campbell – Rita
- Ashley Boettcher – Nicole Bennett
- Connor Kalopsis – Brian Bennett
- Jack Stanton – Marc Bennett
- Oakley Bull – Leila Bennett
- Finesse Mitchell – Irwin

### Vendégszereplők
- Tony Danza – Jay Bennett
- Caroline Aaron – Sylvia Bennett
- Alyson Hannigan – Beth
- Eddie Kaye Thomas – Sigmund

## Epizódok
| Sor. | Év. | Cím                                 | Rendező          | Író                                  | Premier                                | Nézettség   |
| ---- | --- | ----------------------------------- | ---------------- | ------------------------------------ | -------------------------------------- | ----------- |
| 1.   | 1.  | Zsenik közt (Bevezető rész) (Pilot) | Jonathan Judge   | Lon Zimmet                           | 2020. január 23. 2020. augusztus 29.   | 3,20 millió |
| 2.   | 2.  | The Talk                            | Betsy Thomas     | Lon Zimmet                           | 2020. január 30. 2020. augusztus 29.   | 2,34 millió |
| 3.   | 3.  | Grandparents                        | Betsy Thomas     | Dan Rubin                            | 2020. február 6. 2020. szeptember 5.   | 2,66 millió |
| 4.   | 4.  | Bad Guy                             | Victor Gonzalez  | Mathew Harawitz                      | 2020. február 13. 2020. szeptember 5.  | 2,17 millió |
| 5.   | 5.  | Dating                              | Jonathan Judge   | Heather MacGillvray & Linda Mathious | 2020. február 20. 2020. szeptember 12. | 2,02 millió |
| 6.   | 6.  | Bullying                            | Betsy Thomas     | Lon Zimmet                           | 2020. február 27. 2020. szeptember 12. | 2,47 millió |
| 7.   | 7.  | Failing                             | Michael McDonald | Seth Raab & Nicholas Darrow          | 2020. március 5.                       | 2,05 millió |
| 8.   | 8.  | Couple's Friends                    | Betsy Thomas     | Nicole Sun                           | 2020. március 12.                      | 1,99 millió |
| 9.   | 9.  | Black Mold                          | Victor Gonzalez  | Caroline Fox & Mariah Smith          | 2020. március 19.                      | 2,58 millió |
| 10.  | 10. | Royal Rumble                        | Anthony Rich     | Carson Brand & Hannah Levitan        | 2020. március 26.                      | 2,38 millió |

## Fordítás
- Ez a szócikk részben vagy egészben  az   Outmatched című angol Wikipédia-szócikk ezen változatának fordításán alapul.  Az eredeti cikk szerkesztőit annak laptörténete sorolja fel. Ez a jelzés csupán a megfogalmazás eredetét és a szerzői jogokat jelzi, nem szolgál a cikkben szereplő információk forrásmegjelöléseként.